# Стамбха
Стамбха — кам'яний стовп з індуїстською або буддійською символікою, зображеннями тварин і висіченими на ньому написами.